# Le Sens de l'humour (film, 2014)
Pour les articles homonymes, voir Le Sens de l'humour.
Pour plus de détails, voir Fiche technique et Distribution.
Le Sens de l'humour est une comédie dramatique française réalisée par Marilyne Canto et sortie en 2014.

## Synopsis
Élise, la quarantaine, vit seule avec son fils Léo depuis la mort de son mari. Elle entretient une relation avec Paul, son amant, qu'elle ne parvient pas à aimer pleinement. Par contre, Paul et Léo s'entendent de mieux en mieux…

## Fiche technique
- Titre : Le Sens de l'humour
- Réalisation : Marilyne Canto
- Scénario : Marilyne Canto et Maud Ameline
- Photographie : Laurent Brunet
- Montage : Yann Dedet et Thomas Marchand
- Décors : Mathieu Menut
- Son : Olivier Péria, Carole Verner et Nathalie Vidal
- Producteur : Julie Salvador
- Pays d'origine :  France
- Genre : comédie dramatique
- Durée : 88 minutes
- Date de sortie : 26 février 2014

## Distribution
- Marilyne Canto : Elise
- Antoine Chappey : Paul
- Samson Dajczman : Léo
- Jean-Marie Chappey : Alex
- Jules Ritmanic : le jeune homme

## Production
- 2011 : le film Le Sens de l'humour est primé sur scénario dans le cadre de l'aide à la création de la Fondation Gan pour le cinéma [1].